# National September 11 Memorial and Museum
Das National September 11 Memorial and Museum (auch 9/11 Memorial oder 9/11 Memorial Museum) ist eine zentrale Gedenkstätte  mit angeschlossenem Museum im neuen World Trade Center in New York City. Die vom Architekten Michael Arad entworfene Gedenkstätte auf dem Gelände des zerstörten World Trade Centers erinnert an die 2983 Todesopfer der Terroranschläge am 11. September 2001 und der sechs Opfer des Bombenanschlags von 1993 auf das World Trade Center.
Die umfangreichen Bauarbeiten für die Gedenkstätte begannen im März 2006 und wurden im Frühjahr 2014 abgeschlossen. Am 11. September 2011, am zehnten Jahrestag der Anschläge, konnten im Rahmen einer Zeremonie die Hinterbliebenen und Angehörigen der Opfer unter Ausschluss der Öffentlichkeit erstmals das Mahnmal besichtigen. Am 12. September 2011 wurde der Gedenkpavillon offiziell eröffnet und für die Öffentlichkeit zugänglich gemacht. Am 15. Mai 2014 wurde das Museum unter Anwesenheit von Präsident Barack Obama eingeweiht und ab dem 21. Mai schließlich für die Öffentlichkeit täglich geöffnet. Das sich im Untergrund der Gedenkstätte befindliche Museum beherbergt 40.000 Bilder, 14.000 Artefakte, 3.500 Audio-Aufnahmen und über 500 Stunden aufgezeichnetes Video-Material.
Im September 2017 wurde die nahezu unrestaurierte Bronzeskulptur Große Kugelkaryatide N.Y. des bedeutenden deutschen Bildhauers Fritz Koenig im Liberty Park als Teil des 9/11 Memorial Museums neu aufgestellt. Die weltgrößte Bronzeskulptur der Neuzeit stand von 1971 bis zu den Terroranschlägen am 11. September 2001 zwischen den Zwillingstürmen auf dem Vorplatz des World Trade Centers in New York City. Die mehr als 20 Tonnen schwere und fast acht Meter hohe monumentale Großplastik konnte nach den Anschlägen als einziges noch erhaltenes Kunstwerk beschädigt, aber weitestgehend intakt aus den Trümmern der eingestürzten Twin Towers geborgen werden. Seither transformierte sich die Rezeption des in den USA vornehmlich als The Sphere bekannten Kunstwerks zu einem bedeutenden symbolischen Mahnmal des 9/11-Gedenkens.

## Konzept

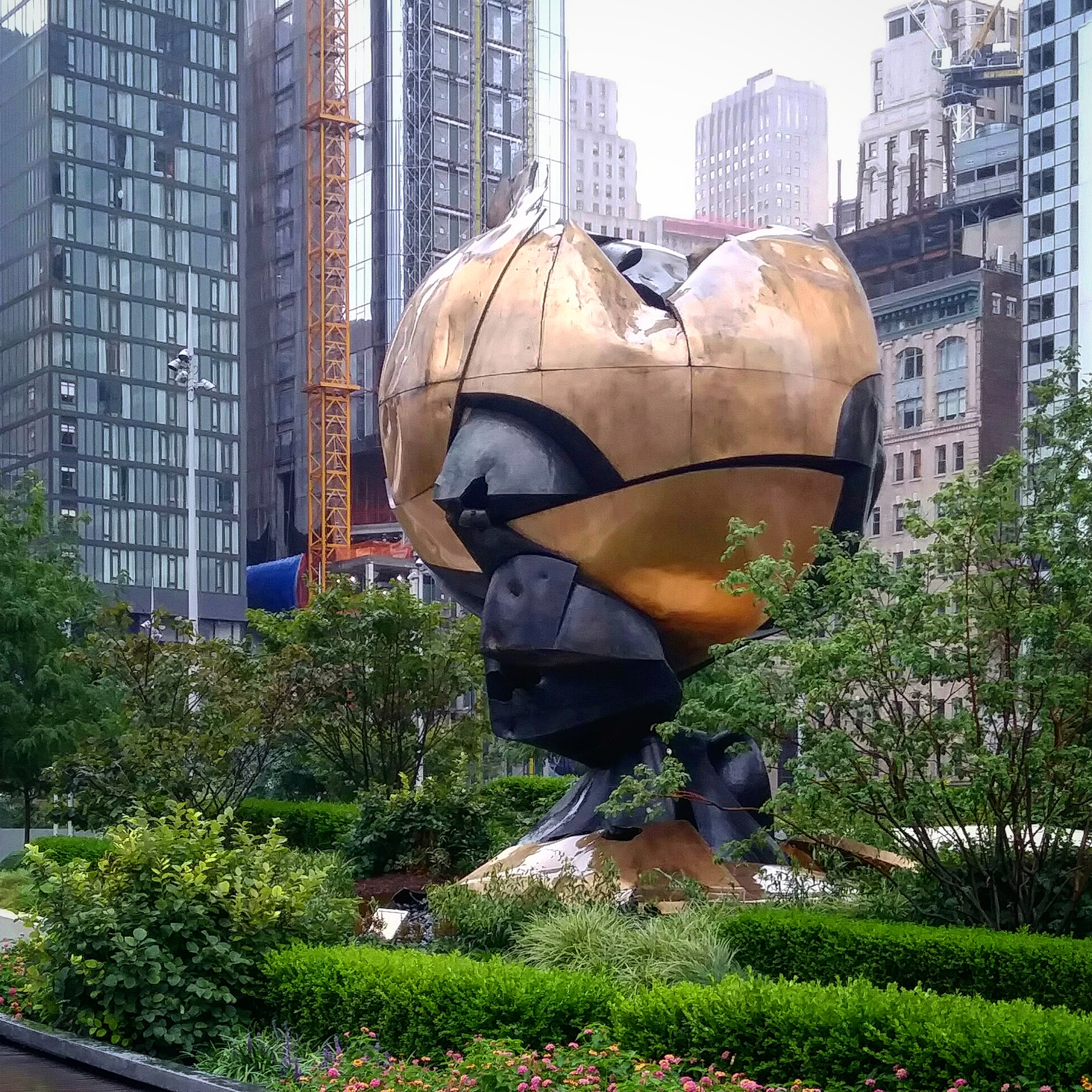
Große Kugelkaryatide N.Y. im Liberty Park

Bereits 1993 wurde für die sechs Opfer des Bombenanschlags auf das World Trade Center  ein Wasserbassin als Gedenkstätte errichtet. Dieser reflecting pool war mit den Namen der Getöteten beschriftet. Infolge der Anschläge vom 11. September 2001 wurde die Gedenkstätte unter den einstürzenden Zwillingstürmen zerstört.
Die neue Gedenkstätte auf dem Gelände des durch die Terroranschläge am 11. September 2001 zerstörten World Trade Centers ist nur für Fußgänger zugänglich. Sie setzt sich aus drei Ebenen zusammen: dem Plaza Level, dem Memorial Hall Level und dem Bedrock Level. Auf dem ebenerdigen Plaza Level befindet sich der Memorial Park mit Baumgruppen, Lichtungen, Gesträuch und Moosbeeten. Der grüne Stadtgarten, der Platz für 5000 Menschen bietet, ist symbolisch als Bekräftigung des Lebens zu verstehen.
Das Zentrum des 9/11-Memorials bildet das Mahnmal Reflecting Absence (deutsch: Spiegelung des Nichtvorhandenseins) mit zwei großen rechteckigen Hohlräumen, die an die Fundamente der zerstörten Zwillingstürme erinnern. Von dort kann der Besucher die jeweils neun Meter tiefer liegenden, mittig platzierten Wasserbassins betrachten. Diese fangen die fallenden Wasserkaskaden auf. Um die äußeren, hüfthohen Wände der Pools sind die 2983 Namen der Opfer in zwei Galerien aus Stein eingraviert. Ein Namensverzeichnis hilft den Angehörigen bei der Orientierung. Nur ein Vorhang aus Wasser trennt die Besucher vom Becken.
Über zwei abschüssige, 200 Meter lange Rampen gelangt man weiter vom Stadtgarten in die Memorial Hall. Der Mittelpunkt dieser Ebene sind die zwei mit Wasser gefüllten Bassins, die durch zahlreiche Grotten, Gänge und Tunnel verbunden werden. Rückzugsräume dienen den Besuchern zur Reflexion und Rast. Auf dem Memorial Level werden zudem in Galerien Gegenstände ausgestellt, die aus dem Schutt des World Trade Centers noch geborgen werden konnten – darauf legten insbesondere die Familien der Hinterbliebenen großen Wert. In einem Mausoleum werden zudem nicht identifizierte sterbliche Überreste aufgebahrt. Speziell für Familienangehörige sind hier auch Rückzugsräume zur Andacht und Trauer eingerichtet worden.
Vom Memorial Center aus gelangt man – mittlerweile 23 Meter unter der Oberfläche – zum Bedrock, dem Urgestein, wo einst das Fundament der Zwillingstürme lag. Dieser Weg führt an der Flutmauer der Twin Towers vorbei, den letzten verbliebenen Überresten der Wolkenkratzer.
Getrennt durch die Liberty Street liegt an der Südseite des neuen World-Trade-Center-Komplexes außerhalb der Gedenkstätte der Liberty Park als Teil des 9/11-Memorial. Dort befindet sich die monumentale Große Kugelkaryatide N.Y.  des bedeutenden deutschen Bildhauers Fritz Koenig aus Landshut. Die weltgrößte Bronzeskulptur der Neuzeit stand von 1971 bis zu den Terroranschlägen am 11. September 2001 zwischen den Zwillingstürmen auf dem Vorplatz des World Trade Centers in New York City. Die mehr als 20 Tonnen schwere und fast acht Meter hohe Großplastik konnte nach den Anschlägen als einziges noch erhaltenes Kunstwerk beschädigt, aber weitestgehend intakt aus den Trümmern der eingestürzten Twin Towers geborgen werden. Seither veränderte sich die Rezeption der in den USA vornehmlich als The Sphere bekannten Bronzekugel vom Kunstwerk zu einem bedeutenden symbolischen Mahnmal des 9/11-Gedenkens. Dadurch erhielt die Skulptur eine zeitgeschichtliche Bedeutungserweiterung, die sie jenseits ihrer Rolle in der Kunstgeschichte des 20. Jahrhunderts zu einem Kunstwerk von außergewöhnlichem Wert macht.
Nachdem die Kugelkaryatide zwischen 2002 und 2017 einen vorläufigen Standort im New Yorker Battery Park gefunden hatte, wurde sie nach Initiativen von Hinterbliebenen auf Veranlassung der Port Authority of New York and New Jersey wieder in die unmittelbare Nähe ihres ursprünglichen Standorts versetzt. Im August 2017 wurde die nahezu unrestaurierte Große Kugelkaryatide N.Y.  schließlich im Liberty Park neu eingeweiht.
Unmittelbar neben dem neuen Standort von The Sphere wurde am 4. Juli 2022 die vom spanisch-schweizerischen Architekten Santiago Calatrava entworfene St. Nicholas Greek Orthodox Church and National Shrine eingeweiht. Das für 85 Millionen Dollar wiedererrichtete Gotteshaus mit dem nationalen Schrein wurde ein weiterer wichtiger Bestandteil des 9/11-Memorials.

## Architektur
Das Grundkonzept der Gedenkstätte beruht auf dem Rahmenplan des Architekten Daniel Libeskind für die Neugestaltung des gesamten World Trade Center-Geländes. Im Frühjahr 2003 schrieb die Lower Manhattan Development Corporation (LMDC) einen offenen internationalen Wettbewerb für das World Trade Center Site Memorial aus. 5201 Einzelteilnehmer bzw. Teams aus Ländern rund um die Welt reichten Entwürfe ein. Für alle Interessierten gab es die Möglichkeit einer öffentlichen Stellungnahme zu den Entwürfen. Am 19. November 2003 wählten die 13 Jurymitglieder, darunter Maya Lin, die Architektin des Vietnam Veterans Memorial und Patricia Harris, stellvertretende Bürgermeisterin von New York City, acht Finalisten aus. Der Entwurf Reflecting Absence von Michael Arad erhielt schließlich am 6. Januar 2004 den ersten Preis und wurde wenige Tage später in NYC der Presse vorgestellt. Bei der Umsetzung und Gestaltung der Grünflächen wurde Michael Arad vom Landschaftsarchitekten Peter Walker und dem Landschaftsplaner Max Bond unterstützt.

## Bauchronik
- Am 13. März 2006 um 8:00 Uhr (Ortszeit) begannen Bauarbeiter mit der Vorbereitung der Flächen für Reflecting Absence. Zu diesem Zeitpunkt trafen auch Angehörige der Opfer und Interessierte am Baugrund ein, um gegen Teile der Planung zu protestieren. Die Stiftung legte ihrerseits Wert darauf, dass in ihre Planung Angehörige einbezogen wurden.[9][10]
- Im Mai 2006 wurde eine voraussichtliche Kostensteigerung bei den Baukosten auf insgesamt über eine Milliarde US-Dollar bekanntgegeben.[11]
- Am 2. September 2008 wurde ein Stahlträger von 3,5 Tonnen errichtet, der den Standort des Memorials markieren sollte. In einem anderen Bereich der Baustelle wurde mit dem Bauwerk das Bodenniveau erreicht.[12]
- Im April 2010 war der Stahlrahmen der beiden Becken, die an die Twin-Towers erinnern sollen, fertig. Anfang 2011 wurde an der technischen Ausstattung sowie an einem Pavillon gearbeitet.
- Im August 2010 wurden die ersten Bäume für das Memorial gepflanzt.[13]
- Am 10. November 2010 wurde im nördlichen Pool erstmals die Wasseranlage zu Testzwecken in Betrieb genommen.[14] Nachdem die Errichtung des Gedenkpavillons schon Anfang 2010 begonnen hatte, wurden im März 2011 die ersten Fensterscheiben am Gebäude installiert.[15]
- Am 12. September 2011 wurde dann das Mahnmal mit dem Gedenktag zum 11. September der Öffentlichkeit zugänglich gemacht.[16]
- Am 15. Mai 2014 wurde das Museum eröffnet.[17]
- Am 29. Juni 2016 wurde der Liberty Park eröffnet.[18]
- Am 6. September 2017 wurde die im August 2017 am Rande des Liberty Parks wieder aufgestellte Bronze-Skulptur Große Kugelkaryatide N.Y. des Bildhauers Fritz Koenig neu eingeweiht.
- Am 4. Juli 2022 wurde die neu errichtete St. Nicholas Greek Orthodox Church and National Shrine geweiht.

## Bauherr
Der Bau der Gedenkstätte wurde im Auftrag der World Trade Center Memorial Foundation und der Port Authority of New York and New Jersey (Hafenbehörde von New York und New Jersey) durchgeführt.
Die National September 11 Memorial & Museum at the World Trade Center – früher World Trade Center Memorial Foundation (bis 2007) – ist eine Non-Profit-Organisation, die bis zum Mai 2006 Spenden für den Bau des Memorials sammelte. Danach stoppte die Foundation den Spendenaufruf bis zur Klärung der weiteren Bauaktivitäten.

## Weitere 9/11-Gedenkstätten

### USA
- Flight 93 National Memorial, bei Shanksville, Pennsylvania (Nationale Gedenkstätte)
- Pentagon Memorial (am Pentagon in Arlington, am 11. September 2008 eingeweiht; Nationale Gedenkstätte)
- Staten Island September 11 Memorial, Staten Island, New York
- Tribute in Light, New York (alljährlich am 11. September stattfindende Lichtinstallation)
- The Boston Logan International Airport 9/11 Memorial, Boston, MA
- 9/11 Memorial, Wesley Bolin Memorial Plaza, Phoenix, Arizona
- Tear of Grief in Bayonne, New Jersey
- Eisenhower Park, East Meadow, New York
- The Rising, Valhalla, New York
- Empty Sky, Liberty State Park, NJ
- Garden of Reflection, Yardley

### Sonstige
- 9/11 Living Memorial Plaza in Jerusalem, Israel; erste Gedenkstätte außerhalb der Vereinigten Staaten (eingeweiht am 12. November 2009)
- 9/11 Gedenk-Granitstein im Innenhof der Berliner US-Botschaft für die elf getöteten deutschen Opfer und alle anderen Getöteten der Anschläge[20]
- 9-11 WTC Memorial Oberviechtach bestehend aus dem „Artefakt # H-0031a“ und zwei Gedenktürmen (eingeweiht am 8. Oktober 2011)[21]